# Franziskanerkloster Güstrow

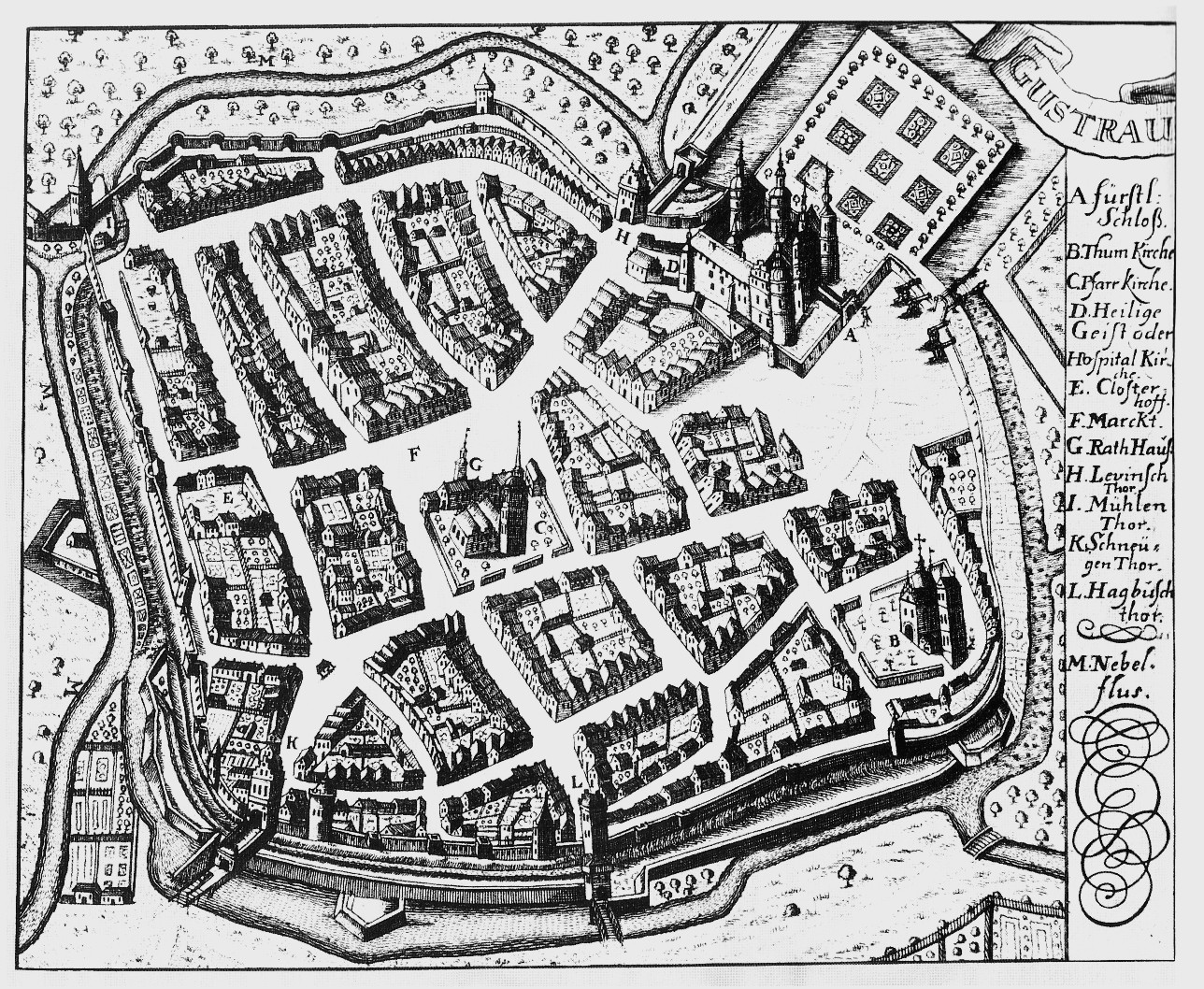
Plan der Stadt Güstrow aus der Vogelperspektive (1706), Bereich E Klosterhof

Das Franziskanerkloster Güstrow wurde 1509 in Güstrow gegründet, 1512 wurde mit dem Kirchenbau begonnen. Es wurde im Zuge der Reformation spätestens 1555 aufgelöst. Nur der Name Klosterhof ist erhalten. Das Kloster trug das Patrozinium vom Heiligen Blut, nach der Farbe des Franziskanerhabits wurde es auch Graues Kloster genannt. 

## Umstände und Motive der Klostergründung
Güstrow, seit Mitte des 15. Jahrhunderts Residenzstadt der Herzöge von Mecklenburg, wurde 1503, 1508 und 1512 von verheerenden Stadtbränden heimgesucht. Am 28. Juni 1503 brannte infolge eines Blitzschlags der weitaus größte Teil der Stadt nieder. 
Neben der St.-Marien-Kirche wurde auch die Heilig-Bluts-Kapelle (Fronleichnamskapelle) im Norden der Stadt vollkommen zerstört. Dank der in dieser Kapelle ausgestellten Hostien-Reliquie hatte sich Güstrow ab 1332 zu einem Wallfahrtsort entwickelt; ihrer Gründung waren Ereignisse vorausgegangen, die denen des Sternberger Hostienfrevels des Jahres 1492 ähneln: Eine zum Christentum konvertierte Jüdin bezichtigte ihren Schwager Eleazar der sogenannten Hostienschändung. Alle Juden von Güstrow wurden in der Folge zum Tode verurteilt und verbrannt. Die Synagoge der Gemeinde wurde zerstört. Auf dem ehemaligen Synagogen-Standort errichtete man daraufhin, im Jahr 1325, die Heilig-Bluts-Kapelle.
Beim Brand von 1503 konnte man die verehrte blutende Hostie retten und in den Dom bringen. Die zerstörte Kapelle wurde nicht wieder aufgebaut, möglicherweise, so der Historiker Ingo Ulpts, weil die Domherren mit der Reliquie „die Anziehungskraft ihrer Kirche (des Güstrower Doms) und damit ihre finanzielle Ausstattung erhöhen“ wollten. Die Domherren des Kollegiatstifts am Dom beanspruchten ein „Monopol auf geistliche und liturgische Handlungen“ gegenüber den Landesherren, der Bürgerschaft und dem Rat, weswegen es in Güstrow bis dahin zu keiner Klostergründung gekommen war.
Die damaligen Herzöge von Mecklenburg-Schwerin, Heinrich V. und Albrecht VII., gründeten einen Franziskaner-Observantenkonvent (new closter, Barfuesserordens, von der rechten Obseruantienn) statt die Kapelle wiederaufzubauen. Allerdings wählten sie für den Klosterbau die Stelle der 1503 abgebrannten Fronleichnamskapelle. Ob sie bei der Entscheidung von den Domherren beeinflusst wurden, ist nicht überliefert. Wie bereits ihr Vater Magnus II. förderten sie die Observanzbewegungen in den damaligen Mendikantenorden, insbesondere bei den Franziskanern. Die bestehenden Konvente der Sächsischen Franziskanerprovinz (Saxonia) in Wismar, Schwerin, Rostock und Parchim vertraten in der Armutsfrage eine weniger strenge Position und wehrten sich mit Unterstützung durch Papst Sixtus IV. dagegen, dass ihnen eine strengere Lebensweise aufgezwungen wurde. Daher wählten Heinrich V. und Albrecht VII. den Weg, neue Klöster zu initiieren, in denen die strenge Observanz beachtet würde. Es kam zur Gründung des Augustinereremitenklosters in Sternberg und des Franziskaner-Observanten-Konvents in Güstrow. Es war auch die letzte größere katholische Stiftung in Mecklenburg.
Herzog Heinrich V. bemühte sich am 18. Januar 1509 von Rostock aus über seinen Rechtsvertreter in Rom, Martinus Tessenitz, beim Papst Julius II. um die Erlaubnis zur Fundation eines Observantenklosters in Güstrow. Er stand darüber in Kontakt mit den observanten Kräften in der Sächsischen Franziskanerprovinz, vermutlich – so Ulpts – mit dem Observanten-Provinzvikar Peter Czillen (oder Johannes Petersilge/Peterslige) selbst, und erbat die Entsendung von 16 Brüdern nach Güstrow. Der Provinzvikar hatte ein großes Interesse daran, den streng observanten Teil der Ordensprovinz gegenüber den gemäßigteren Kräften zu stärken, und riet dem Herzog, gegenüber dem Papst darauf hinzuweisen, dass die bisherigen Reformbemühungen in den Klöstern nicht erfolgreich verlaufen seien. Schon am 17. Mai 1509 erteilte Papst Julius II. Heinrich mit der Konstitution Sincerae devoitionis die Erlaubnis zur Gründung des Observantenklosters in Güstrow, Diözese Cammin. Den Brüdern sollten die Gebäude nicht als Besitz, sondern nur pro vsu et habitacionis perpetuis, „zum Gebrauch und fortdauernden Wohnrecht“, überlassen werden, wie es den Regeln der strengen Observanz entsprach; rechtliche Einwände von Weltklerikern gegen die Klostergründung waren nicht zugelassen. Der zuständige Ordinarius, der Camminer Bischof Martin Karith, gab seine Einwilligung und vermittelte zwischen den Herzögen und dem Kollegiatstift, so dass das Güstrower Domkapitel im September 1509 eine Vollmacht zur Zulassung des Franziskanerobservantenkonvents in Güstrow ausstellte. Sie hatten als Bedingung gestellt, dass die Blutreliquie in einer neu einzurichtenden Kapelle in der Kollegiatkirche verehrt werden solle und dafür eine Priesterstelle erhalten werden müsse.
Die Entsendung von Brüdern nach Güstrow verzögerte sich, da das Kapitel der Observanten-Kustodie in Jüterbog sich nicht mehr mit der Personalie befassen konnte. Das Kapitel setzte Vikar Czillen ab, und der neugewählte Vikar der Kustodie, Heinrich Küne, widersprach der Ansiedlung zwar nicht grundsätzlich, aber er bat den Herzog um Aufschub mindestens über den Winter und möglichst bis zum nächsten Ordenskapitel im September 1510. Herzog Heinrich gab sich damit nicht zufrieden und setzte eine Einführung der Franziskaner in Güstrow im Frühjahr 1510 durch. Die ersten Brüder kamen im April 1510 vermutlich aus dem Franziskanerkloster St. Marien in Lüneburg und dem Franziskanerkloster Magdeburg. Offenbar hatten Herzog und Domkapitel bei der Ansiedlung der Franziskaner den Stadtrat und die Bürgerschaft nicht ausreichend einbezogen, so dass um Ostern 1510 einige Domherren bedroht wurden und auch eine gemeinsame Sitzung von Domkapitel und Rat ohne Erfolg blieb. Noch in der Woche vor der Aufnahme der Franziskaner drohten einige Ratsherren mit einem „allgemeinen Blutvergießen“. Ob es bei der Einführung der Franziskaner tatsächlich zu Ausschreitungen kam, ist nicht bekannt. Domherr Peter Sadelkow war unter anderem wegen dieser Vorfälle in Güstrow nicht mehr zu halten, so dass Herzog Heinrich V. ihm im Januar 1511 die Pfarre in Sternberg verlieh.
Erstmals erschien der Konvent in Güstrow zwischen 1509 und 1513 auf einer Liste der franziskanischen Observantenkonvente. Das Franziskanerkloster Rostock unterhielt in Güstrow eine Terminei zum Almosensammeln und als seelsorgerlichen Stützpunkt. Mit der Gründung des observanten Konvents wurden die Rostocker Brüder jedoch von Herzog Heinrich aufgefordert, sich von dort zurückzuziehen. Bereits 1523 lebten so viele observante Franziskaner im Güstrower Konvent, dass einige nach Schwerin abgeordnet werden konnten, um im dortigen Franziskanerkonvent bei der Beseitigung von Missständen mitzuwirken. Ob jedoch die von Herzog Heinrich V. erbeten Anzahl von 16 Franziskanern nach Güstrow kamen, ist fraglich. Ihre Hauptaufgabe dürfte in der Predigt und im Beichtehören bestanden haben.

## Lage und Bau des Klosters
Die Franziskaner waren zunächst offenbar provisorisch untergebracht. Herzog Heinrich V. sorgte sich nach der Ansiedlung um die Errichtung eines neuen Klosters am nördlichen Stadtrand von Güstrow. Die Konventsgebäude wurden unmittelbar an der Stadtbefestigung erbaut, nur durch eine Straße getrennt, in der Nähe der beiden nördlichen Stadttore, dem Schnoientor und dem Mühlentor. Vom Kloster führten drei Wassergänge in den Stadtgraben, wie es in einem Schreiben von 1571 heißt: Was der Baw dem Closter zu Gustrow, als die dry genannte wassergaenge jm garten Vnter der erden in den Stadtgraben... Jenseits der Stadtmauer  floss die Nebel, möglicherweise lag am Mühlentor auch der Hafen, so dass ein Großteil des Handels- und Warenverkehrs zwischen Umland, Hafen und dem Güstrower Hauptmarkt in der Nachbarschaft vorbeiführte. Auf das Areal des Klosters weist heute die Straße Am Klosterhof zwischen Pferdemarkt und Schnoienstraße hin.
Mit finanzieller Unterstützung des Herzogs wurde am 21. März 1512 der Maurermeister Gert Pant(h)elitz beauftragt, mit dem Bau des Chores der Kirche zu beginnen, jm Niencloster to Gustrow ein Chor to muren; der Chor ist möglicherweise schon 1512 fertiggestellt worden. Als Lohn erhielt Panthelitz täglich drei Schillinge, seine Maurergesellen je zwei Schillinge und die Gehilfen je einen Schilling. Gleichzeitig begann der Bau der Konventsgebäude, wie die Kirche in Ziegelmauerwerk, die Ziegel brannte man in einem Ziegelofen (tegelauen), und möglicherweise verfügte das Kloster über einen Ziegelhof außerhalb der Stadt. In Baurechnungen für die Zeit vom 3. März 1514 bis zum 7. Februar 1515 hielt Bauleiter Hans Sterningk Einnahmen und Ausgaben in Höhe von 352 Gulden für Lohn, Arbeitsgerät und Materialien fest.

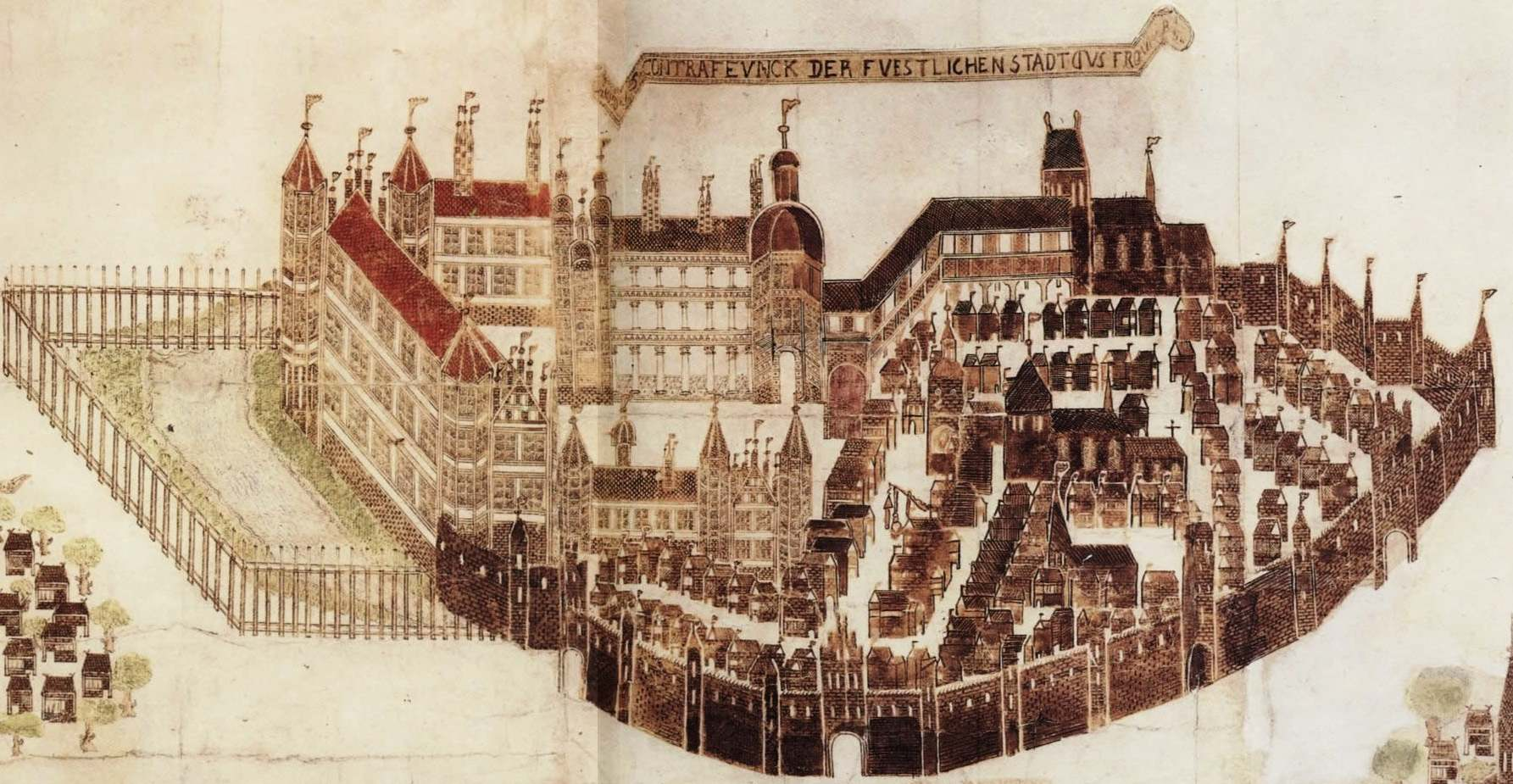
Güstrow auf der Vicke-Schorler-Bildrolle, die Franziskanerkirche halbrechts vorn

Beim Klosterbau berieten observante Franziskaner den Bauherrn; Papst Julius II. hatte in seiner Gestattungsbulle von 1509 auch bauliche Einzelheiten vorgeschrieben, und der Güstrower Guardian Johannes Oldensen – ab 1528 Guardian im Observantenkloster Winsen – nannte in einem Brief vom 17. Oktober 1527 die bauliche Ausstattung des Klosters. Neben der Kirche bestand es aus dem Klausurgebäude mit dem Refektorium und den Zellen der Brüder in dem „neuen langen Schlafhaus“ (cellen der brodere, des nygen langen slaphuse), einem Kreuzgang (krutzganck), den nötigen Wirtschaftsgebäuden und einem Kräutergarten. 1572 wurden eine Treppe in den Garten, der Kreuzgang und der gewölbte Keller erwähnt, im Jahre 1587 der Kirchhof (kloster kerhoue). Die Kirche hatte entsprechend päpstlicher Vorgabe nur eine bescheidene Glocke (cum humili campana), jedoch hatte die Kirche möglicherweise nicht den für damaligen Bettelordenskirchen üblichen Dachreiter, sondern einen größeren Turm, wie es auch bei dem kurz zuvor ebenfalls von den mecklenburgischen Herzögen gestifteten observanten Augustinereremitenkloster Sternberg der Fall war. In einer Darstellung Güstrows durch den Rostocker Krämer Vicke Schorler von 1578 und 1586 auf einem Blatt seiner Bildrolle in der Schrägansicht von Güstrow ist die Franziskanerkirche mit Turm dargestellt, und der Chor der Kirche hat die gleiche Höhe wie das Kirchenschiff.
1517 war der Kirchenbau so weit fortgeschritten, dass auf Bitten der mecklenburgischen Herzöge Bischof Martin Karith von Cammin den ihm unterstehenden Suffraganbischof von Schwerin delegierte, die Klosterkirche und gleichzeitig eine Kapelle im Schloss Güstrow zu weihen. Dies geschah Ende 1517. Das Patrozinium der Kirche ist unbekannt, da nicht belegt.

## Reformation und Aufhebung des Konvents
In Güstrow durfte schon 1524 der aus Dänemark gekommene Johann Ludeke in der kleinen Heilig-Geist-Kirche nach der evangelischen Lehre predigen. Ab 1525 war dann der Güstrower Joachim Kruse evangelischer Prediger. Die Pfarrkirche St. Marien, der Dom und das Franziskanerkloster blieben jedoch zunächst katholisch. Der Güstrower Konvent, so Ingo Ulpts, hielt „ungebrochen an der katholischen Lebensweise fest“ und stand unter dem besonderen Schutz seines weltlichen Stifters, Herzog Heinrich V. Dieser erließ am 10. Februar 1528 „einen hoffnungsvollen Schutzbrief, in dem er dem Guardian und dem Konvent den Besitz aller ihrer Liegenschaften und Einkommen auf ewige Zeiten garantierte“. Die Katholiken in Güstrow konnten sich noch mehrere Jahre behaupten, die Franziskaner bekämpften noch 1535 heftig den evangelischen Pastor an der Pfarrkirche und wurden finanziell aus der Bevölkerung unterstützt. Der Greifswalder Universitätsprofessor und Dekan Heinrich Bukow errichtet 1537 testamentarisch unter anderem bei den Güstrower Franziskanern eine Messstiftung für sein Seelenheil (Presbiter in missa qualibet quinque candelas accensas habebit et ita pro salute anime mee oret „Der Priester soll in jeder Messe fünf brennende Kerzen haben und so für mein Heil beten“), 1538 folgte ein Legat des Handwerkers Hans Elvers, der Fenster für das Kloster angefertigt hatte, zugunsten der Franziskaner. Diese nahmen weiterhin an den Provinzkapiteln der Sächsische Franziskanerprovinz vom hl. Kreuz (Saxonia Sanctae Crucis) teil, der seit 1518 nur noch die observanten Konvente angehörten, nachdem die weniger strengen Klöster von der Ordensleitung in Rom zur Sächsischen Provinz vom hl. Johannes dem Täufer (Saxonia Sancti Johannis Baptistae) ausgegliedert worden waren. Noch 1554 wurde beim Kapitel in Jüterbog der verstorbenen Franziskanerbrüdern aus Güstrow gedacht.
Nach dem Tod Herzog Albrechts VII. 1547 kam der mit Martin Luther befreundete künftige Superintendent und Dompropst Gerd Oehmken nach Güstrow. Man beschloss, den katholischen Messfeiern in Güstrow ein Ende zu bereiten und das Güstrower Domkapitel und die Franziskanergemeinschaft aufzulösen. Am 4. April 1555 beschlossen die Güstrower Stände, alle noch verbliebenen Reste des Papsttums zu beseitigen. Einige Bestände des aufgelösten Klosters wurden dem Provinzialminister übergeben, und in Teilen der Gebäude wurde schon 1552 eine evangelische Schule, die Domschule Güstrow, eingerichtet. Im Jahre 1560 bestand noch der Friedhof des Klosters, der Monneken Kerckhov (Mönchskirchhof).
Die letzten Reste des Klosters wurden 1620 durch eine Feuersbrunst zerstört, nachdem die Kirche mit dem kupfergedeckten Turm und der Kreuzgang bereits 1599 abgetragen worden waren. Die letzten Steine ließ Herzog Johann Albrecht der neuen reformierten Kirche zukommen, die auf dem Platz des heutigen Theaters errichtet werden sollte.

## Guardiane
Angegeben ist das Jahr einer urkundlichen Erwähnung.
- Johannes Brakel (1512)
- Johannes Oldensen (1527)
  - Martin Schütte (Vice-Guardian, † 1527)
- Ludolph Nortzel (1536)

### Gedruckte Quellen
- Mecklenburgische Jahrbücher (MJB)

### Ungedruckte Quellen
Landeshauptarchiv Schwerin (LHAS)
- LHAS 1.5-4/6 Kloster Güstrow.